# Fátima Aburto
María del Rosario Fátima Aburto Baselga (Madrid, 11 de febrero de 1949) es una política socialista española.
Licenciada en Medicina y Cirugía. Especializada en Pediatría. Neonatóloga. Medicina intensiva de urgencias y críticos. Facultativo Especialista de Área (FEA), responsable de Unidad de Cuidados Intensivos Neonatales (UCIN ) en el Hospital Juan Ramón Jiménez de Huelva. 
Senadora en la VI Legislatura. Ponente en los Tratados de Niza y Ampliación europea. Portavoz de Asuntos Exteriores. Portavoz de la Comisión de estudio de la prostitución en España. Vocal de la Comisión Mixta para la Unión Europea. Ponente en la Ley de Reforma del Código Civil sobre nietos y abuelos.
Fue diputada por Huelva desde la VIII Legislatura comenzada en 2004. En el Congreso de los Diputados a desempeñado los siguientes cargos:
- Vocal Comisión de Asuntos Exteriores desde el 06/05/2008 al 27/09/2011
- Adscrita Comisión de Industria, Turismo y Comercio desde el 09/06/2008 al 27/09/2011
- Vicepresidenta Primera Comisión de Sanidad y Consumo desde el 05/05/2008 al 19/10/2009
- Vicepresidenta Primera Comisión de Sanidad, Política Social y Consumo desde el 19/10/2009 al 27/09/2011
- Vocal Comisión Mixta para la Unión Europea desde el 03/06/2008 al 27/09/2011
- Ponente Ponencia del Proyecto de Ley por la que se establece el régimen sancionador previsto en el reglamento (CE) número 1907/2006 del Parlamento Europeo y del Consejo, de 18 de diciembre de 2006, relativo al registro, la evaluación, la autorización y la restricción de las sustancias y preparados químicos (REACH) (121/29). desde el 02/12/2009 al 03/12/2009
- Miembro Suplente Delegación española en la Asamblea de la Unión Europea Occidental desde el 25/06/2008 al 15/12/2008

## Actividad profesional
- Vocal de la Diputación Permanente
- Portavoz de la Comisión de Asuntos Exteriores
- Adscrita de la Comisión de Defensa
- Vocal de la Comisión de Sanidad y Consumo
- Adscrita de la Comisión de Medio Ambiente
- Adscrita de la Comisión de Cooperación Internacional para el Desarrollo
- Vocal de la Comisión Mixta para la Unión Europea
- Miembro Suplente de la Delegación española en la Asamblea Parlamentaria del Consejo de Europa
- Vicepresidenta Segunda de la Delegación española en la Asamblea de la Unión Europea Occidental
- Vocal de la Delegación española en el Grupo de Amistad con el Congreso de los Estados Unidos